# Syngonanthus filipes
Syngonanthus filipes är en gräsväxtart som beskrevs av Silveira. Syngonanthus filipes ingår i släktet Syngonanthus och familjen Eriocaulaceae. Inga underarter finns listade i Catalogue of Life.